# Rhodostrophia cretacaria
Rhodostrophia cretacaria là một loài bướm đêm trong họ Geometridae.